# Adhemar Ferreira da Silva
Adhemar Ferreira da Silva (São Paulo, 29 de setembre 1927 - 12 de gener 2001) és un antic atleta brasiler especialista en triple salt.

## Biografia
Començà a competir en triple salt el 1947, entrenat per l'alemany Dietrich Gerner. Als Jocs Olímpics de 1948 fou 14è. En canvi, als Jocs Olímpics de 1952 i 1956 guanyà dues medalles d'or consecutives. També establí quatre rècords del món, el darrer amb 16,56 metres establert als Jocs Panamericans de 1955.
Pel que fa a clubs, fou membre del São Paulo Futebol Clube, i del Club de Regatas Vasco da Gama de 1955 a 1959.
El 1959 actuà a la pel·lícula Orfeu Negro, del director francès Marcel Camus, la qual guanyà la Palma d'Or al Festival de Cinema de Cannes i l'Òscar a la millor pel·lícula estrangera.

## Heroi de la Pàtria
En virtut de la Llei Federal núm. 14.575, de 2023, el Congrés Nacional del Brasil va decretar la inscripció de l'atleta en el Llibre dels Herois i Heroïnes de la Pàtria, un memorial cenotàfic situat a l'interior del Panteó de la Pàtria i de la Llibertat Tancredo Neves de Brasília, creat per honorar la memòria de les persones que millor van servir en la construcció i defensa del país.